# Перекопська вулиця (Херсон)
Вулиця Перекопська (колишні назви: Пестелевський бульвар, Базарна) — вулиця, розташована в Центральному та Дніпровському районах Херсона, з'єднує проспект Незалежності з Кіндійським шосе. У кінці XVIII ст. на місці сучасної Перекопської стояли солдатські казарми та землянки. У середині XIX ст. вулиця отримала назву Базарної, на початку XX століття тут нараховувалось 13 кварталів. Сучасну назву вулиця носить з 1927 року.

## Історія
План міста 1792 р. фіксує на схід від фортеці чотири квартали «обивательських будівель», на захід від них — ті, що «були перед цим квартирами… Карського, Херсонського… полків… але всі вони старі».
Від початку свого формування вулиця мала назву Пестелевський бульвар. Пестельовський бульвар був розташований між вулицею Говардовськой (проспект Ушакова) і валами Херсонської фортеці. Названий Пестелевським на честь генерал-майора Пестеля В. І., який з 1839 по 1845 роки був цивільним губернатором Херсонської губернії. На початку 40-х років XIX століття він доручив начальникові арештантської роти засадити деревами дорогу, що сполучає місто з фортецею. Вулицю називали по-різному: Пестелевською, Пестелевським бульваром і Пестелевським проїздом.

У 1907 році вали фортеці по лінії вулиць Пестелевській, Арештантській та Базарній були зірвані, утворивши одну вулицю. До 1940 року Пестелевський бульвар називався Пестелевським проїздом на честь декабриста Пестеля Д. І., рідного брата херсонського губернатора. Вже в 1940-му році Пестелевський проїзд і вулиця Базарна отримали загальну назву — вулиця Перекопська.

## Будівлі

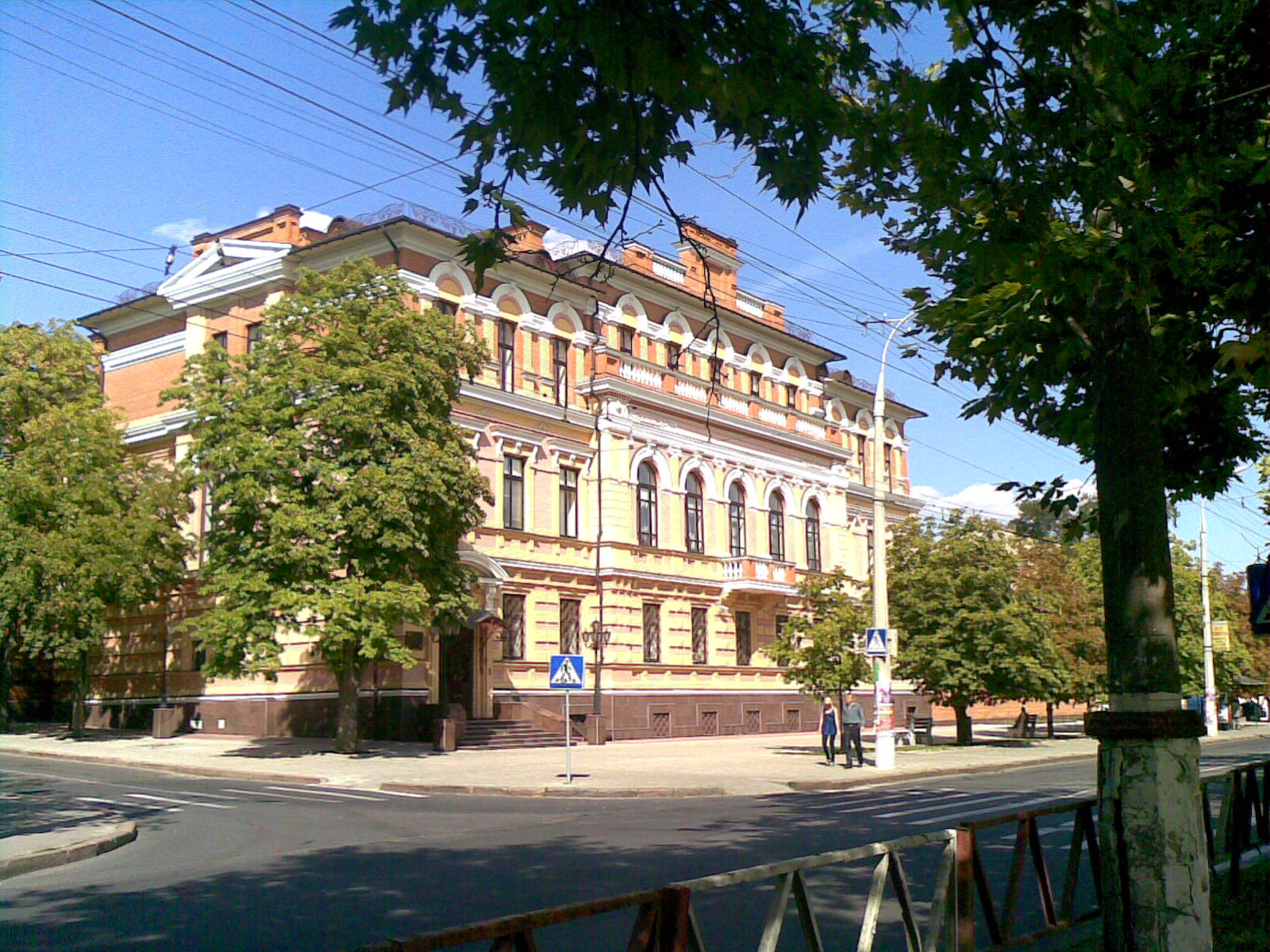
Управління національного банку України в Херсонській області (буд. № 5)

Цікава вулиця своїми історичними та сучасними будівлями. Церква ІІ жіночої гімназії в честь Святої мучениці Цариці Олександри, побудована за проектом інженера Казимира Іполитовича Квінто, освячена у 1902 р. Сьогодні — храм Православной церкви України (буд. № 3). Він побудований у стилі еклектики, виглядає цікаво та витончено.
У 1902 році в стилі еклектизму побудовано приміщення для ІІ Маріїнської жіночої гімназії. У 1917 році тут розміщено евакуйований з Естонії Юр'ївський учительський інститут, який пізніше перейменований у Херсонський педагогічний інститут. Сьогодні тут знаходиться один з факультетів Херсонського державного університету.
Пам'ятка архітектури (буд. № 5) побудована в стилі еклектизму (1902 р.) для відділення держбанку — сьогодні тут розміщено Управління національного банку в Херсонській області.

У будинку № 7 у 1903 р. було відкрито Народний дім (або Міська аудиторія), де проводились культурно-просвітницькі заходи. Під час Першої світової війни у згаданому приміщенні знаходився один з лазаретів, а в 1918—1920 рр., у період Визвольних змагань — Український Національний Театр. Після війни 1941—1945 і до 1988 року приміщення театру займав Будинок офіцерів. Сьогодні ця будівля належить Обласному палацу культури.

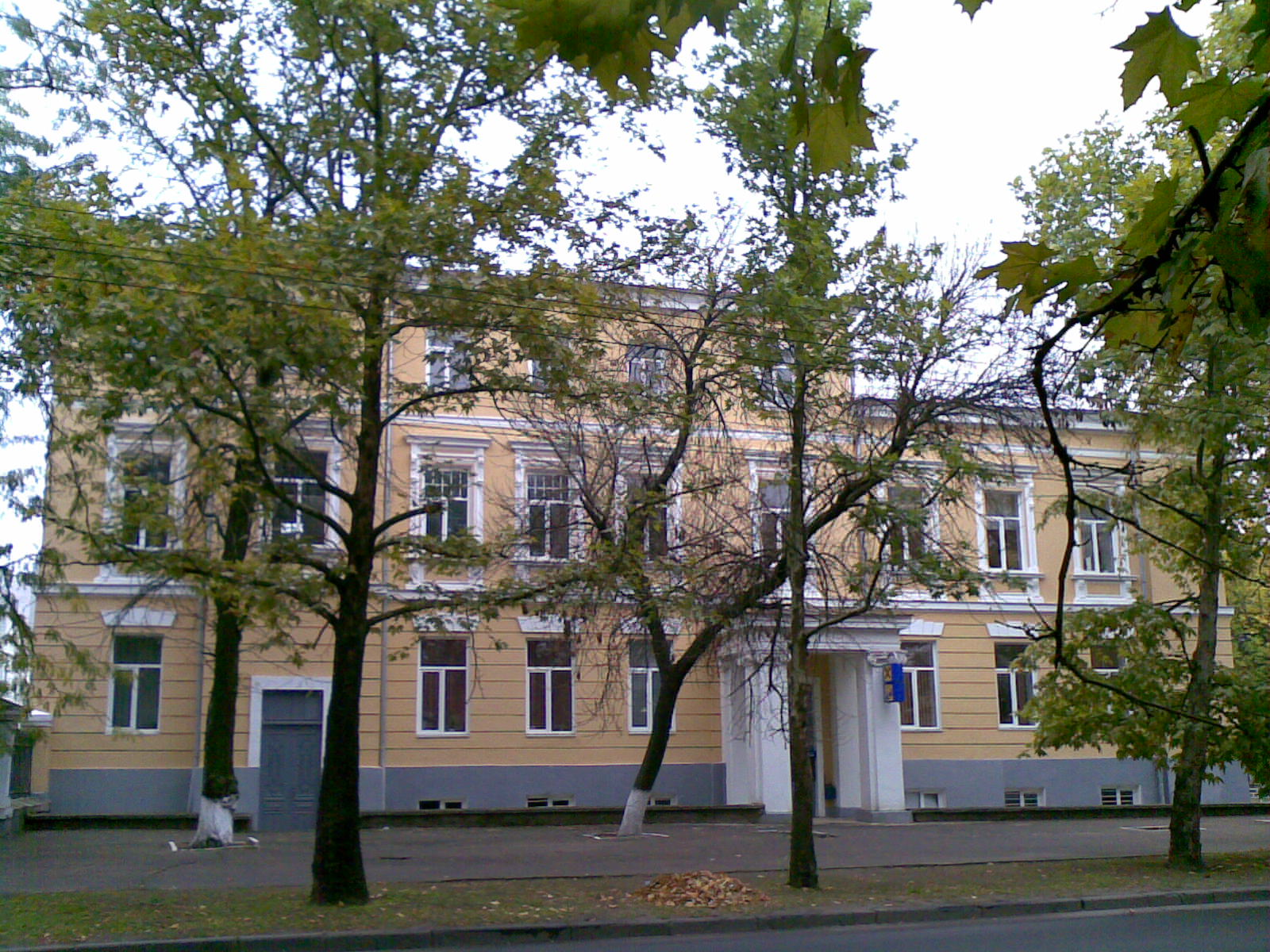
Палац дитячої та юнацької творчості
(вид з вул. Перекопської)

Два приміщення арсеналу Херсонської фортеці (буд. № 10) побудовані у 1788 р. в стилі класицизму за проектом архітектора В. Ванрезанта. Ця найбільша споруда фортеці стала складом артилерії, зброї та боєприпасів для армії, розміщеної у Новоросійському краї.
У 1884 р. його переобладнано для арештантського виправного відділення. Сьогодні тут розташований «Слідчий ізолятор № 28 Управління державного департаменту України з питань виконання покарань у Херсонській області», а також «Телецентр» та «Комітет телерадіомовлення».
Катериненський (Спаський) собор (буд. № 13) побудований в стилі раннього класицизму з використанням мотивів балканської середньовікової архітектури. Собор закладено І. Ганнібалом у серпні 1781 р., а будував його московський архітектор І. М. Ситников. Собор освячено 17 травня 1786 р., а через рік, під час перебування в Херсоні святиню відвідала імператриця Катерина II, тоді вона і дала храмові другу назву — Спаський, у зв'язку з чим на фронтоні головного фасаду було виконано напис:
Спасителю рода человеческого Екатерина II посвящает.
У роки Російсько-турецької війни 1787—1791 років в огорожі собору створено меморіал з могилами загиблих героїв. У самому соборі, в склепі під підлогою знаходиться могила засновника Херсона, Новоросійського генерал-губернатора Г.Потьомкіна. Сьогодні Катерининський собор належить до Української православної церкви Херсонсько-Таврійської єпархії Московського патріархату.
АТЗТ «Херсонська кондитерська фабрика» (буд. № 12) діє з 1928 р. До 20-х років ХХ ст. тут знаходився політехнічний інститут.
У будинку № 18 з 1903 по 1937 рр. мешкав український поет та прозаїк М. Ф. Чернявський, і у 1903 p;— його гостем був письменник М. М. Коцюбинський. Вони складали альманах «З потоку життя», який вийшов із друку у 1905 році. В знак вшанування пам'яті відомих українських письменників на згаданому будинку встановлені дві меморіальні дошки.

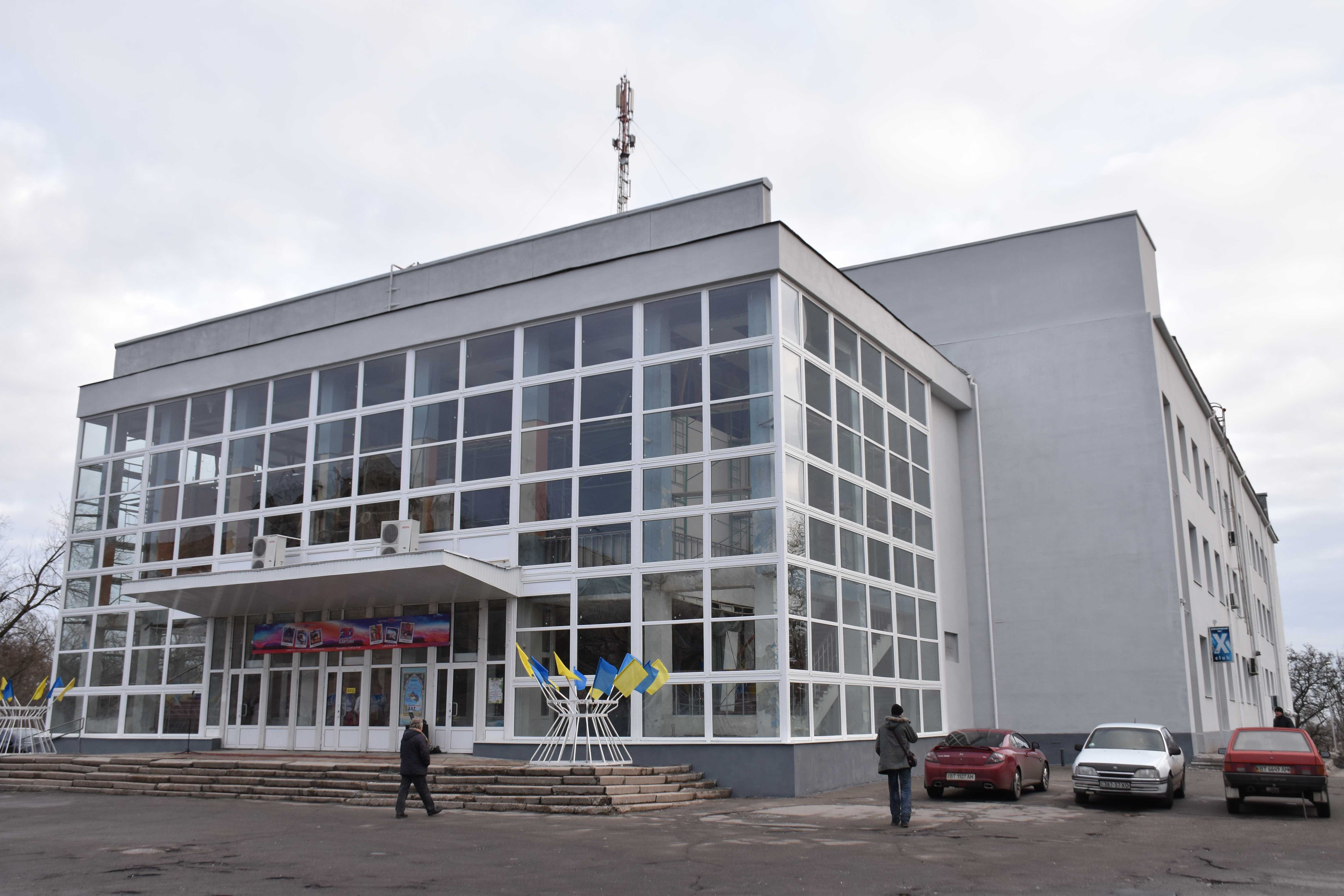
Палац молоді і студентів

У будівлі № 158 розміщений Палац молоді і студентів Херсонської обласної ради (до 1997 року — Палац культури текстильників).
У споруді 1984 р. (буд. № 164) розміщений медичний коледж, заснований у 1872 р.
На вул. Перекопській знаходиться найбільший в Європі «Херсонський консервний комбінат».